# Fryderyk Cronemmann
Fryderyk W. Cronemmann (ur. 1739, zm. 1799) – pułkownik artylerii litewskiej i jednocześnie generał major wojsk litewskich w czasie wojny polsko-rosyjskiej 1792.
Był sekretarzem loży wolnomularskiej Kościół Mądrości w 1781 roku.